# لاسلو کیش
لاسلو کیش (مجاری: Kiss László؛ زادهٔ ۱۲ مارس ۱۹۵۶) بازیکن فوتبال بازنشسته و سرمربی (فوتبال) اهل مجارستان است.
از باشگاه‌هایی که در آن بازی کرده می‌توان به مون‌پلیه، باشگاه ورزشی واشاش، و باشگاه فوتبال ام‌تی‌کی بوداپست اشاره کرد.
او همچنین در تیم ملی فوتبال مجارستان بازی کرده‌است.